# Paul Bruyas
Paul Bruyas, né le 6 décembre 1873 à Lyon 1er et mort le 20 avril 1936 à Lyon 6e, est un architecte français. Il a vécu et travaillé à Lyon.  

## Biographie
"Paul"  Martin Victor Bruyas est né le 6 décembre 1873 à Lyon 1.Il est le fils d'Adolphe Camille Marie Bruyas, négociant en soieries et Anne Marie Ampaire. Son arrière arrière-grand-père Jean-Jacques Bruyas (1749-1811) était architecte.
Il effectue sa scolarité au lycée de Lyon en 1883, puis chez les Lazaristes jusqu'en 1891.
Il étudie l'architecture à l'école des Beaux-arts de Lyon de 1891 à 1894, dans la classe d' Antonin Louvier et Eugène Huguet. 
Il travaille dans le cabinet de François Roux-Spitz, puis de François Clermont. Il installe son propre bureau en 1900. 
Il se marie avec Marie Clémentine Régéat, le 26 septembre 1907, à Pierre-Bénite, Rhône. 
Il crée une société immobilière de la Rue Tête d’Or, le 15 mars 1929.
Il meurt le 20 avril 1936, en son domicile, 73 rue Pierre Corneille,  Lyon 6. 

## Principales réalisations
Paul Bruyas construit plusieurs immeubles à Lyon. Parmi ceux-ci :

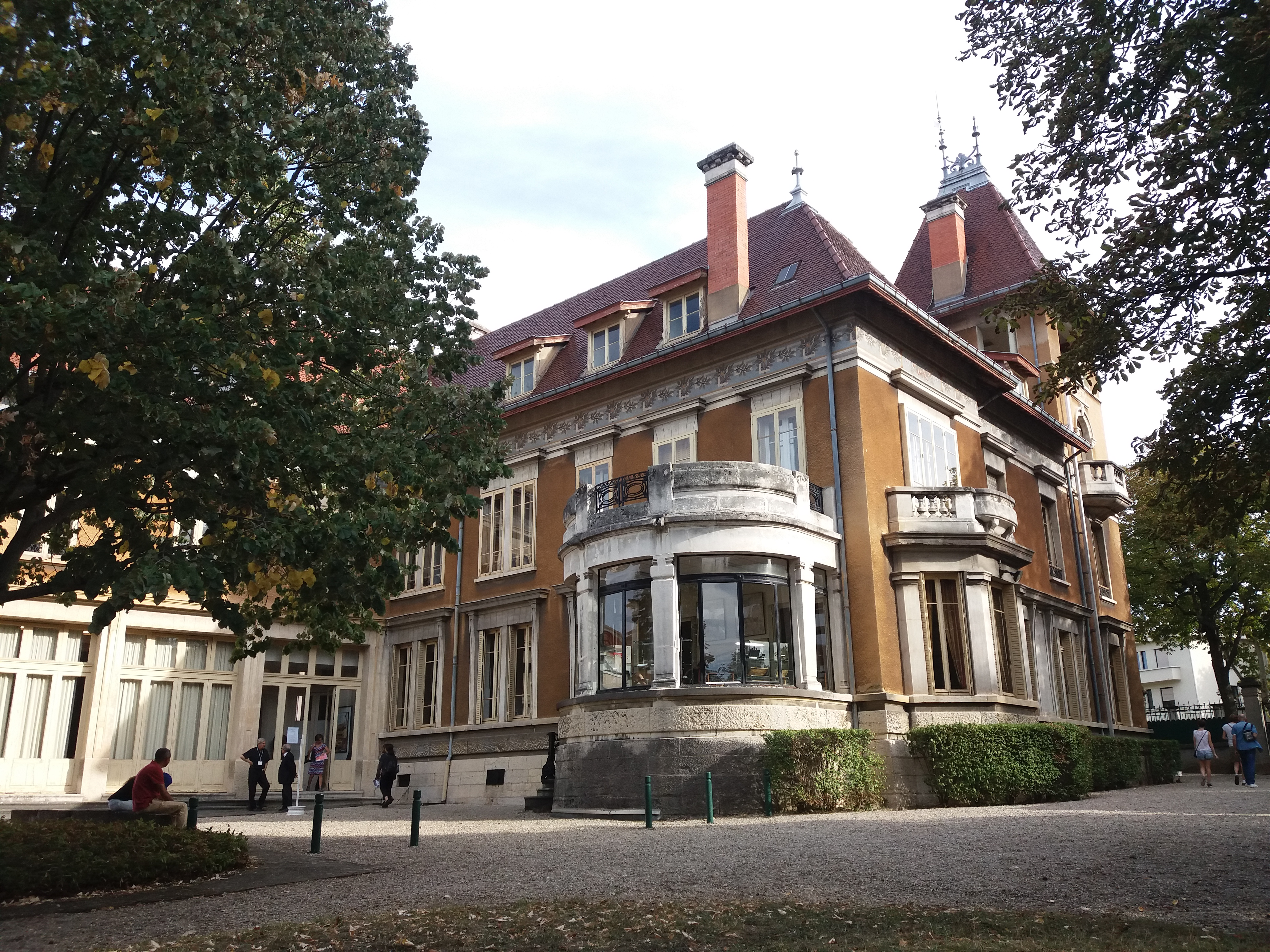
Villa Berliet

- En 1911-1912,  Villa Berliet, n°69 avenue Esquirol, Lyon 3e[7].
- Entre 1920 et 1924, la société des Papeteries de France, annexe des Papeteries Bergès, rue Rachais, Lyon 7e[8]. Le bâtiment est démoli en juin 2001[9].
- 1926, Usine textile dite Tissages Voiron-Chartreuse puis Bourdelin fabrique de soierie, actuellement Maison de l’Enfance, 34 rue Waldeck-Rousseau, Lyon 6e[10].
- 1929, immeuble de 6 étages, situé à l'angle n°5 rue Tête d'Or et du n°2 rue Jean-Jacques-de-Boissieu, Lyon 6e[11].
- 1930, immeuble de 8 étages,  situé à l'angle no 54 cours Lafayette et du no 5 rue Vendôme. L'immeuble est construit à l'origine pour servir de siège à la compagnie des Omnibus et Tramways de Lyon (Cie OLT)[12],[13].

- 19 mai 1931, immeuble du n°81 rue Montgolfier, Lyon 6e[14].